# Roald (Løgmaður)
Roald foi, por volta do ano 1450, legífero das Ilhas Faroé.
Pouco se sabe sobre Roald, exceto que ele tinha uma fazenda em Dalur, e que provavelmente era originário de Shetland.
No livro de GVC Young, Færøerne - fra vikingetiden til reformationen, Roald não é mencionado. No entanto, na lista oficial de primeiros-ministros do Lagting, ele está incluído.

## 30em
1. ↑  G.V.C. Young's textbook Færøerne – fra vikingetiden til reformationen, 1982
2. ↑  Løgtingið 150 – Hátíðarrit. Tórshavn 2002, Bind 2, S. 366. (Section First Ministers of the Faroes up to 1816) (PDF-Download